# محمد قوی‌حلم
محمد قوی‌حلم (زادهٔ ۳۰ شهریور ۱۳۳۰ در تهران) نوازندهٔ سازهای کوبه‌ای اهل ایران است. او کنسرت‌هایی متعدد و آلبوم‌هایی به‌همراه محمدرضا لطفی در داخل و خارج از ایران برگزار و منتشر کرده‌است.

## زندگی‌نامه و فعالیت‌هنری
محمد قوی‌حلم در سال ۱۳۳۰ در تهران متولد شد. او  توسط پدر و مادر خود از پنج سالگی با تمبک آشنا شد. یازده سالگی وارد هنرستان عالی موسیقی شد و در آن‌جا به فراگیری موسیقی غربی پرداخت .او همچنین دانش آموختهٔ کنسرواتوار ورسای است . در سال ۱۳۵۲ عازم فرانسه شد و برای تکمیل سازهای کوبه ای زیر نظر سیلویو گوالدا به تحصیل پرداخت. او در عین حال که از ایران دور بود اجرای موسیقی ایرانی را نیز ادامه می‌داد. او علاوه بر تدریس سازهای کوبه‌ای غربی در کنسرواتوار شهرهای پَلِزو، اینی ، و اِکول ناسیونال دو بورْژ، و ریاست کنسرواتوار لوسه به تدریس سازهای کوبه ای غربی به مدت ۳۶ سال پرداخت. او هم در عرصهٔ ضبط و هم در عرصهٔ صحنهٔ کنسرت فعالیت دارد و بارها در جشنواره‌ها و کنسرت‌های کشورهای اروپایی و آسیایی و نیز در ایالات متحد آمریکا ظاهر شده‌است. قوی حلم تاکنون با موسیقی‌دانان مطرح ایران از جمله محمدرضا لطفی همکاری کرده‌است. او همچنین با یو یو ما و ارکستر ناسیونال لیون ، و در سال ۱۹۹۶ در آلبومی با موسیقی‌دان ایتالیایی لوئیجی ککارلی همکاری داشته‌است. در سال ۲۰۰۵ نیز آلبوم Zarbing را با همکاری ادیسون استودیو توسط ناشر ایتالیایی CNI منتشر کرد . قوی حلم همچنین در نوامبر سال 2021، در دوره دوازدهم جایزه بین المللی "The Naked Theatre" به ریاست ترزا پومودورو(Thérèse pomodoro)برای اجرای آلبوم ضربینگ "Zarbing" جایزه برگزیده مردمی را دریافت کرد. 

## آثار
- کنسرت کاخ نیاوران ۱۳۸۶ به‌همراه محمدرضا لطفی[۹][۱۰]
- کنسرت گرامیداشت هشتصد سالگی مولانا به‌همراه محمدرضا لطفی در بریتانیا[۱۱]
- آلبوم بیخود شده به‌همراه محمد رضا لطفی، عبدالنقی افشارنیا، امید لطفی (کنسرت ۱۹۹۷ زوریخ)
- آلبوم رمز عشق به‌همراه محمد رضا لطفی کنسرت آوریل سال ۱۹۹۴ در کپنهاگ. در دستگاه ماهور و آواز دشتی
- آلبوم گریه بید به‌همراه محمد رضا لطفی
- آلبوم خموشانه به‌همراه محمد رضا لطفی کنسرت رادیو فرانسه پاییز ۲۰۰۰ و کنسرت بازل سوئیس ۱۹۹۸
- آلبوم بال در بال به‌همراه هوشنگ ابتهاج و محمد رضا لطفی[۱۲]
- آلبوم بهانه از توست[۱۳]
- آلبوم هزار مضراب-نم باران
- آلبوم یادواره رضاقلی‌میرزا ظلی
- آلبوم چهارگاه ـ بیات ترک به‌همراه حسین علیزاده و حسین عمومی[۱۴]
- آلبوم نوبانگ کهن به‌همراه خسرو سلطانی و حسین علیزاده